# C/1855 L1 Donati
La cometa C/1855 L1 Donati è una cometa non periodica scoperta il 5 giugno 1855 dall'astronomo italiano Giovanni Battista Donati.